# Broome International Airport

i8
i11
i13
Der Broome International Airport (IATA-Code: BME, ICAO-Code: YBRM) ist ein internationaler Flughafen in der Kleinstadt Broome im Nordwesten Australiens.

## Geschichte
Der Flughafen ging aus einer in den 1920er Jahren angelegten einfachen Landebahn in der Nähe des heutigen Areals hervor. In den 1930er Jahren befand sich der Flugplatz bereits am heutigen Standort, bestand jedoch nur aus einer einfachen Landepiste.
Erst der Zweite Weltkrieg ließ den Flughafen an Bedeutung gewinnen, da er als Tank-Stopp für diverse Kriegsmaschinen diente. Nach dem Luftangriff auf Broome am 3. März 1942 durch neun japanische Jagdflugzeuge vom Typ Mitsubishi A6M (Zero Fighter) sollte die Landebahn des Flughafens aus Angst vor einer japanischen Invasion zerstört werden – der Flughafen blieb von beidem verschont.
In den darauffolgenden Jahrzehnten verhalf die Perlenzucht dem Ort allmählich zu einem Aufschwung, was Reichtum, neue Bewohner und Touristen in die Region brachte, für die der Flughafen als Verbindung zur Außenwelt diente. In der Folge wurde der Flughafen immer weiter ausgebaut und im Jahr 1991 privatisiert. Im März des Jahres 1992 erhielt der Flughafen den internationalen Status. Nachdem 1992 die Piste verlängert worden war, landeten auf dem Flughafen erste Großraumflugzeuge. Die Terminals wurden renoviert und ausgebaut.
Im ersten Jahrzehnt des 21. Jahrhunderts wurde überwiegend das Liniennetz um neue Routen erweitert. 2000 wurde für den Flughafen ein Masterplan beschlossen, der jedoch 2008 durch einen neuen, bis 2025 gültigen Masterplan ersetzt wurde. Außerdem standen in diesem Jahrzehnt hauptsächlich die Erneuerung und Erweiterung des Start- und Landebahnsystems auf dem Programm. Ein Heliport wurde 2009 eröffnet.

## Fluggesellschaften und Ziele
Der Flughafen wird heute durch diverse australische Fluggesellschaften mit Inlandszielen, die oftmals im regionalen Umfeld liegen, verbunden. Einziges internationales Ziel ist die bei Australiern beliebte Urlaubsinsel Bali.